# Ірано-ізраїльський конфлікт (з 2024)
У 2024 році конфлікт між Іраном та Ізраїлем, що тривав у формі опосередкованої війни, перейшов у серію прямих зіткнень між цими країнами (іноді його називають ірано-ізраїльська війна). 1 квітня 2024 Ізраїль завдав авіаудару по консульському комплексу Ірану в Дамаску, Сирія, внаслідок чого загинули кілька високопосадовців Ірану. У відповідь Іран та його союзники з «Осі спротиву» захопили пов'язане з Ізраїлем судно MSC Aries та 13 квітня здійснили удари по території Ізраїлю. 19 квітня Ізраїль завдав ударів у відповідь по цілях в Ірані та Сирії.
Ці удари з боку Ізраїлю були обмеженими, і, на думку аналітиків, демонстрували намір деескалувати ситуацію. Іран не відповів на атаку, і напруження знову знизилося до рівня опосередкованого конфлікту.
У конфлікті брали участь також інші сторони. США, Велика Британія, Франція та Йорданія перехоплювали іранські дрони, захищаючи Ізраїль. Сирія збила кілька ізраїльських перехоплювачів, а іранські проксісили в регіоні також атакували Ізраїль.
Напруження зросло після вбивства 31 липня 2024 Ісмаїла Ганії, політичного лідера ХАМАСу, в Тегерані, Іран. Його ліквідація відбулася за кілька годин після авіаудару 2024 року по Харет-Хрейку в Лівані, внаслідок якого загинув командир "Хезболли" Фуад Шукр. Іран та "Хезболла" пообіцяли помститися. 1 жовтня 2024 року Іран здійснив серію ракетних ударів по Ізраїлю. 26 жовтня Ізраїль завдав нових ударів у відповідь по Ірану.
13 червня 2025 року конфлікт переріс у війну між Іраном і хуситами з одного боку та Ізраїлем і Сполученими Штатами — з іншого, коли Ізраїль здійснив раптову атаку на ключові іранські військові та ядерні об’єкти. У перші години війни було здійснено цілеспрямовані вбивства та спроби вбивств провідних іранських військових командирів, ядерних науковців і політичних діячів (зокрема, Алі Шамхані, який курував ядерні переговори зі США), а також авіаудари по ядерних і військових об’єктах та знищення систем ППО Ірану. У відповідь Іран запустив ракети по військових об’єктах та містах Ізраїлю. Сполучені Штати, які з початку війни захищали Ізраїль, збиваючи іранські ракети та дрони, 22 червня 2025 року перейшли до наступальних дій, завдавши ударів по трьох іранських ядерних об’єктах. У відповідь хусити в Ємені розцінили американські удари як «оголошення війни» і здійснили кілька ракетних пусків по Ізраїлю.